# Solar Power
Solar Power (tạm dịch: năng lượng mặt trời) là album phòng thu thứ ba đánh dấu sự trở lại của nữ ca sĩ kiêm sáng tác nhạc người New Zealand Lorde. Album gồm 12 ca khúc, được ra mắt vào ngày 20 tháng 8 năm 2021 bởi hãng đĩa Universal. 3 đĩa đơn đầu tiên trong album đã được ra mắt bao gồm ca khúc chủ đề "Solar Power", "Stoned At The Nail Salon" và "Mood Ring". Album lần này không phát hành dưới dạng đĩa CD bình thường mà phát hành dưới 2 dạng là music box và đĩa than.

## Bối cảnh sản xuất
Giữa cuối năm 2019, Lorde đã tiết lộ rằng quá trình ra mắt album thứ 3 sẽ bị hoãn lại từ sau khi cô mất đi chú chó Pearl. Cô giải thích rằng Pearl đã là một nhân vật rất quan trọng  trong quá trình sáng tạo các bài hát và nói rằng "sẽ mất một khoảng thời gian và một vài sự điều chỉnh, khi mà giờ không còn ai dẫn dắt phía trước và ở bên để xem thành quả cuối cùng của mình sẽ như thế nào". Lorde cũng bổ sung rằng album ra mắt sau đó sẽ không còn giống với tác phẩm gốc vì ảnh hưởng từ cái chết của Pearl. 
| “ | Khi sự mất mát lớn lao này đã kết tinh bên trong mình và tái tạo lại xung quanh nó, mong rằng tôi sẽ có thể hoàn thành và chia sẻ chúng với các bạn, chúng ta đã và sẽ luôn cùng nhau trưởng thành qua từng ngày. -Lorde viết | ” |

Trong một buổi phỏng vấn với Triple J vào tháng 3 năm 2020, Lorde tiết lộ rằng cô đã đang làm việc với nhiều mảnh ghép đã bắt đầu thành nên một tạo hình vô cùng đáng mong chờ, những vẫn bổ sung rằng cô vẫn chưa biết được khi nào mọi thứ sẽ diễn ra. Khi được hỏi về việc đang thử nghiệm các chất liệu khác nhau cho đĩa nhạc trong nhiều buổi phỏng vấn những tháng sau đó, nữ ca sĩ đã phản hồi rằng: "Đó thực sự là một năm tôi đã làm việc rất hiệu quả và năng suất". Vào tháng 5, Lorde đã viết trong một lá thư tin tức của mình rằng cô đã quay trở lại phòng thu vào tháng 12 trước đó và thu âm các ca khúc tại Auckland và Los Angeles cùng Jack Antonoff - nhà sản xuất âm nhạc đã hợp tác cùng nữ ca sĩ trong album Melodrama. Ngoài ra, cô cũng đề cập rằng vì diễn biến phức tạp của đại dịch Covid-19 nên cả hai đã phải làm việc với nhau từ xa. Vào ngày 21 tháng 6, danh sách bài hát và ngày ra mắt chính thức của album đã được công bố.

## Đánh giá chuyên môn
| Đánh giá chuyên môn       | Đánh giá chuyên môn |
| Điểm trung bình           | Điểm trung bình     |
| Nguồn                     | Đánh giá            |
| ------------------------- | ------------------- |
| Metacritic                | 73/100              |
| Nguồn đánh giá            |                     |
| Nguồn                     | Đánh giá            |
| Clash                     | 9/10                |
| The Daily Telegraph       |                     |
| Entertainment Weekly      | B                   |
| Evening Standard          |                     |
| The Guardian              |                     |
| The Independent           |                     |
| NME                       |                     |
| Pitchfork                 | 6.8/10              |
| Rolling Stone             |                     |
| The Sydney Morning Herald |                     |

## Danh sách bài hát
| Phiên bản tiêu chuẩn của Solar Power | Phiên bản tiêu chuẩn của Solar Power      | Phiên bản tiêu chuẩn của Solar Power | Phiên bản tiêu chuẩn của Solar Power | Phiên bản tiêu chuẩn của Solar Power |
| STT                                  | Nhan đề                                   | Sáng tác                             | Producer(s)                          | Thời lượng                           |
| ------------------------------------ | ----------------------------------------- | ------------------------------------ | ------------------------------------ | ------------------------------------ |
| 1.                                   | "The Path"                                | Ella Yelich-O'Connor                 |                                      | 3:41                                 |
| 2.                                   | "Solar Power"                             | Yelich-O'Connor Jack Antonoff        | Antonoff Lorde                       | 3:13                                 |
| 3.                                   | "California"                              | Yelich-O'Connor Antonoff             |                                      | 3:11                                 |
| 4.                                   | "Stoned at the Nail Salon"                | Yelich-O'Connor Antonoff             | Antonoff Lorde                       | 4:26                                 |
| 5.                                   | "Fallen Fruit"                            | Yelich-O'Connor Antonoff             |                                      | 3:58                                 |
| 6.                                   | "Secrets from a Girl (Who's Seen It All)" | Yelich-O'Connor Antonoff             |                                      | 3:38                                 |
| 7.                                   | "The Man with the Axe"                    | Yelich-O'Connor                      |                                      | 4:15                                 |
| 8.                                   | "Dominoes"                                | Yelich-O'Connor Antonoff             |                                      | 2:03                                 |
| 9.                                   | "Big Star"                                | Yelich-O'Connor Antonoff             |                                      | 2:47                                 |
| 10.                                  | "Leader of a New Regime"                  | Yelich-O'Connor                      |                                      | 1:33                                 |
| 11.                                  | "Mood Ring"                               | Yelich-O'Connor Antonoff             | Antonoff Lorde                       | 3:45                                 |
| 12.                                  | "Oceanic Feeling"                         | Yelich-O'Connor                      |                                      | 6:39                                 |
| Tổng thời lượng:                     | Tổng thời lượng:                          | Tổng thời lượng:                     | Tổng thời lượng:                     | 43:09                                |

| Ca khúc bổ sung trên nền tảng Apple Music | Ca khúc bổ sung trên nền tảng Apple Music | Ca khúc bổ sung trên nền tảng Apple Music |
| STT                                       | Nhan đề                                   | Thời lượng                                |
| ----------------------------------------- | ----------------------------------------- | ----------------------------------------- |
| 13.                                       | "Solar Power (music video)"               | 3:13                                      |

| Ca khúc bổ sung trong phiên bản cao cấp | Ca khúc bổ sung trong phiên bản cao cấp | Ca khúc bổ sung trong phiên bản cao cấp |
| STT                                     | Nhan đề                                 | Thời lượng                              |
| --------------------------------------- | --------------------------------------- | --------------------------------------- |
| 13.                                     | "Helen of Troy"                         | 4:26                                    |
| 14.                                     | "Hold No Grudge"                        | 2:52                                    |
| Tổng thời lượng:                        | Tổng thời lượng:                        | 50:27                                   |

## Lịch sử phát hành
| Nơi ra mắt | Ngày             | Định dạng                        | Phiên bản  | Hãng đĩa                    | Tham khảo           |
| ---------- | ---------------- | -------------------------------- | ---------- | --------------------------- | ------------------- |
| Toàn cầu   | 20 tháng 8, 2021 | Digital download streaming vinyl | Tiêu chuẩn | Universal Music New Zealand | [ 9 ] [ 10 ] [ 11 ] |
| Toàn cầu   | 20 tháng 8, 2021 | Box set vinyl                    | Cao cấp    | Universal Music New Zealand | [ 12 ] [ 13 ]       |